# Ламотт, Жанна
Жанна де Люз де Сен-Реми́ де Валуа́ (фр. Jeanne de Luz de Saint-Rémy, de Valois, comtesse de la Motte; 22 июля 1756[…], Фонтет — 23 августа 1791, Лондон) — авантюристка, выводившая своё происхождение от Анри де Сен-Реми (1557—1621), который считается внебрачным сыном короля Генриха II Валуа от связи с Николь де Савиньи. В 1780 году она вышла замуж за графа Ламотта, офицера гвардии графа д’Артуа, и взяла его фамилию.

## Биография
Родилась в бедной семье. В юности была хороша собой, и, в сочетании со слухами о её высоком происхождении, это помогло Жанне удачно выйти замуж. Графиня де Ламотт была введена в высшее общество, стала любовницей кардинала Луи де Рогана и считалась близкой подругой королевы Марии-Антуанетты; по-видимому, степень дружеского расположения королевы (сама Мария-Антуанетта впоследствии утверждала, что вовсе не была знакома с де Ламотт) была сильно преувеличена самой графиней и служила ей и её любовнику в качестве средства для осуществления различных мошеннических операций. Участвовала также в предприятиях известного авантюриста Калиостро. В течение двух лет, с 1784 по 1786 годы, она заинтересовала собой всё европейское общество как печальная героиня известного «дела об ожерелье» (affaire du collier; см. Ожерелье королевы).
Осуждённая на пожизненное тюремное заключение, она бежала из тюрьмы (как некоторые подозревали, при помощи королевы) и напечатала в Лондоне свои оправдательные мемуары, а также памфлет, направленный против королевы и высших придворных лиц, под названием «Vie de Jeanne de Saint-Rémy, de Valois, comtesse de la Motte etc., écrite par elle-même» («Жизнь Жанны де Сен-Реми, де Валуа, графини де ля Мотт и т. д., описанная ею самой»). Этот памфлет (фактическая сторона которого крайне сомнительна) имел большое влияние на отношение к королеве во время революции. Принято считать, что до суда и казни Марии-Антуанетты графиня де Ламотт не дожила. Как утверждается в Энциклопедическом словаре Брокгауза и Ефрона, в 1791 году в Лондоне она в припадке умопомешательства (приняла стучавшегося в дверь кредитора мужа за агента французского правительства) выбросилась из окна и умерла через несколько дней. Впоследствии несколько самозванок выдавали себя за графиню де Ламотт.
В 1882 году в Воспоминаниях баронессы М. А. Боде, опубликованных в «Русском архиве» (Вып. 3—4. — С. 125—129) появилось сообщение, что графиня де Ламотт в 1812 году, перед самым вторжением Наполеона, появилась в России, где приняла русское подданство как графиня де Гаше. До 1824 года она жила в Петербурге, где поддерживала знакомство со многими аристократическими семействами. В 1824 году императору Александру I стало известно о пребывании де Гаше в столице через камеристку императрицы Елизаветы Алексеевны, некую англичанку Бирч. Александр I пригласил де Гаше во дворец, и после беседы она была вскоре фактически выслана в Крым, отправившись туда вместе с баронессой Юлианой Крюденер и княгиней А. С. Голицыной. Здесь графиня де Гаше и скончалась в 1826 году в Старом Крыму.